# Hideki Maeda
Hideki Maeda (ur. 13 maja 1954 w Kioto) – były japoński piłkarz występujący na pozycji pomocnika. Trener piłkarski.

## Kariera klubowa
Maeda karierę rozpoczął jako gracz uczelnianej drużyny Hosei University. W 1976 roku trafił do zespołu Furukawa Electric. Występował tam do końca swojej zawodowej kariery, który nastąpił w 1990 roku. W tym czasie zdobył z klubem dwa mistrzostwa Japonii (1976, 1985), trzy Puchary JSL (1977, 1982, 1987), Puchar Cesarza (1976), Superpuchar Japonii (1977) oraz Klubowe Mistrzostwo Azji (1986).

## Kariera reprezentacyjna
W reprezentacji Japonii Maeda zadebiutował 4 sierpnia 1975 roku w wygranym 3:0 meczu turnieju Pestabola Merdeka z Bangladeszem. W latach 1975–1984 w drużynie narodowej rozegrał łącznie 65 spotkań i zdobył 11 bramek.

## Statystyki
| Reprezentacja Japonii | Reprezentacja Japonii | Reprezentacja Japonii |
| Rok                   | Mecze                 | Gole                  |
| --------------------- | --------------------- | --------------------- |
| 1975                  | 5                     | 1                     |
| 1976                  | 6                     | 1                     |
| 1977                  | 3                     | 0                     |
| 1978                  | 7                     | 1                     |
| 1979                  | 9                     | 3                     |
| 1980                  | 11                    | 3                     |
| 1981                  | 11                    | 0                     |
| 1982                  | 3                     | 0                     |
| 1983                  | 7                     | 2                     |
| 1984                  | 3                     | 0                     |
| Razem                 | 65                    | 11                    |